# Evangelische Kirche (Garbenteich)
Die Evangelische Kirche in Garbenteich, einem Stadtteil von Pohlheim (Hessen), wurde im 12. Jahrhundert gebaut und ist das älteste Gebäude des Ortes. Sie prägt das Ortsbild und ist hessisches Kulturdenkmal.

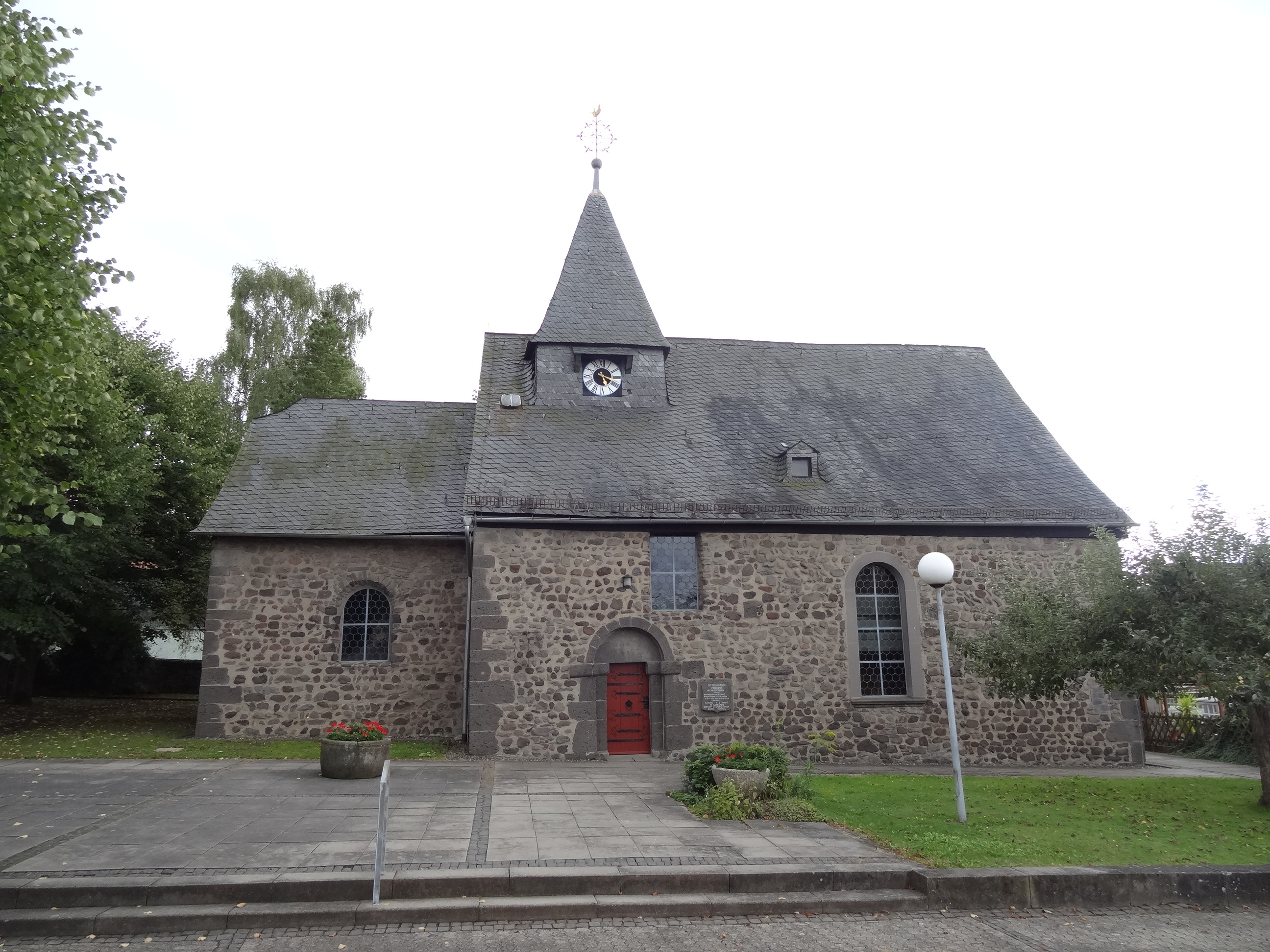
Nordseite der Kirche

## Geschichte

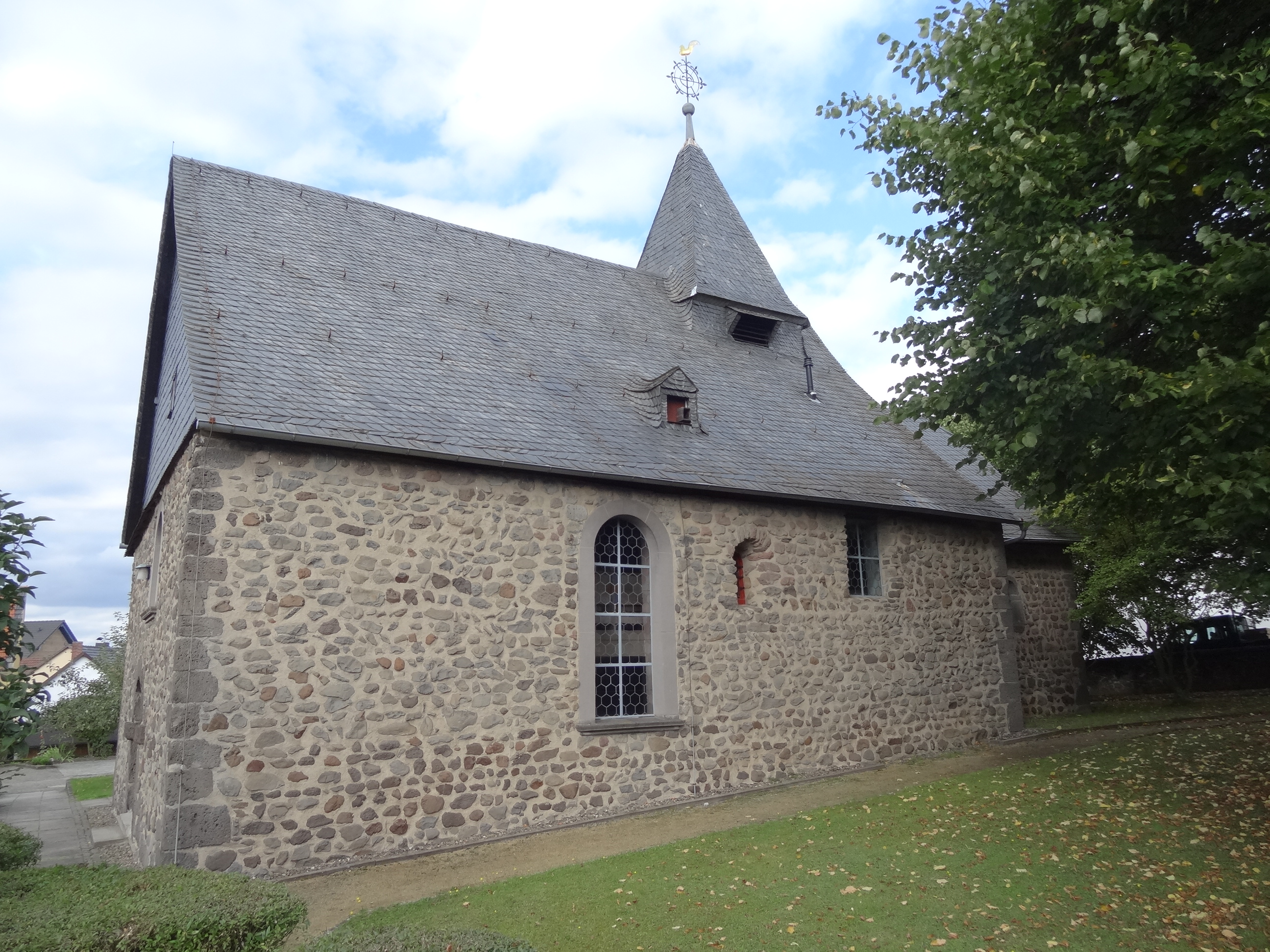
Südseite der Kirche

Garbenteich gehörte einer gefälschten Urkunde zufolge ab dem Jahr 1141 zum Kirchspiel von Kloster Schiffenberg. In kirchlicher Hinsicht war der Ort im ausgehenden Mittelalter dem Archipresbyterat Wetzlar des Archidiakonats St. Lubentius Dietkirchen im Bistum Trier zugeordnet. Die Kirche aus dem 12. Jahrhundert wird 1258 erstmals urkundlich erwähnt („de capella Garwarteich“).
Mit Einführung der Reformation wechselte Garbenteich spätestens im Jahr 1561 zum evangelischen Bekenntnis, möglicherweise bereits in den 1530er Jahren. Im Jahr 1607 wurde die Watzenborner Kirche zur eigenständigen Pfarrei erhoben und erhielt die evangelischen Kirchen von Garbenteich und Steinberg als Filialen. Infolgedessen wurde die Kirche in Garbenteich 1619 in eine Predigtkirche umgebaut, eine erste Empore und die Holzdecke wurden eingebaut sowie das Dach erneuert und der Dachreiter aufgesetzt. Der Stuhl des Kirchenvorstehers ist mit dem Jahr 1619 bezeichnet. Das Kirchendach wurde 1739 repariert. Im Jahr 1774 erhielt die Empore ihre heutige dreiseitige Gestalt. Der Chor wurde im Jahr 1804 saniert, 1825 die Kirchendecke gestrichen und neue Bänke hergestellt und 1826/27 der Fußboden neu verlegt. Seit 1926 ist die evangelische Kirchengemeinde Garbenteich bei Hausen eingepfarrt. Innenrenovierungen fanden in den Jahren 1900 und 1961 statt. 1968/69 wurden die verputzten Außenmauern aus unbehauenem Basalt freigelegt und die Kirchhofmauer wieder aufgeführt. Bis 1974 wurden die Außenanlagen erneuert, eine neue Orgel angeschafft und 1977 im Chor übertünchte Wandmalereien freigelegt.

## Architektur

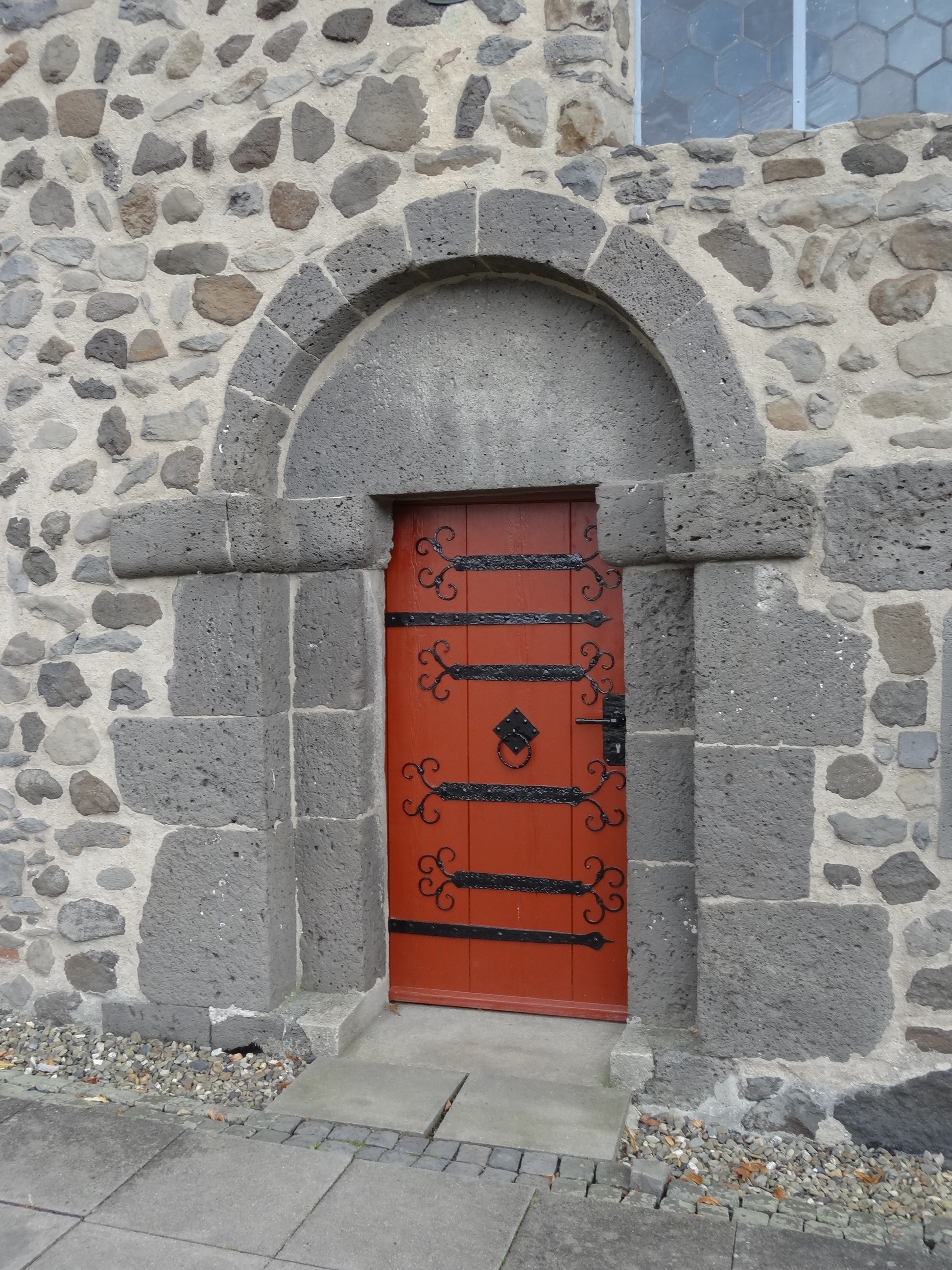
Nordportal

Die geostete, einschiffige Saalkirche auf rechteckigem Grundriss ist inmitten eines Friedhofs im alten Dorfzentrum errichtet. Sie ist aus unverputztem Bruchsteinmauerwerk gefertigt, die unregelmäßige Eckquaderung und die Gewände sind aus Lungstein. Die Kirche hat einen eingezogenen, rechteckigen Chorabschluss im Osten und einen niedrigen Dachreiter mit Pyramidenhelm, der von einem Turmknopf, einem Kreuz in einem verzierten Kreis und von einem Wetterhahn bekrönt wird. Möglicherweise war der Chor ursprünglich als Untergeschoss eines Chorturms vorgesehen. Der Chor hat in drei Richtungen je ein Rundbogenfenster unterschiedlicher Größe, von denen das südliche Fenster am kleinsten ist (0,42 × 0,90 Meter). Um 1500 datiert die Vergrößerung des Ostfensters (1,10 × 1,65 Meter), das gekehlte Holzgewände hat.
Das Kirchenschiff wird an den drei freistehenden Seiten durch je ein mittelgroßes rundbogiges Fenster mit geraden Lungsteingewänden belichtet. Die beiden Langseiten haben unter der Traufe je ein kleines Rechteckfenster ohne Gewände. Ein weiteres kleines rundbogiges Fenster ohne Umrahmung ist in der Südwand angebracht (0,27 × 0,72 Meter). Bis auf die beiden kleinen Südfenster sind alle anderen Fenster später vergrößert oder später eingebrochen. Das westliche Giebeldreieck aus Fachwerk ist verschiefert. Die rundbogigen Portale an der West- und Nordseite erschließen das Gebäude. Sie haben beide dicke, vorkragende Kämpfer und unregelmäßige Lungsteingewände. Das aufwändiger gestaltete Nordportal, das an der Straße gelegen als Haupteingang dient, ist abgestuft und hat unter einer Blendnische ein gotisches Türblatt mit Eisenbeschlägen.

## Ausstattung

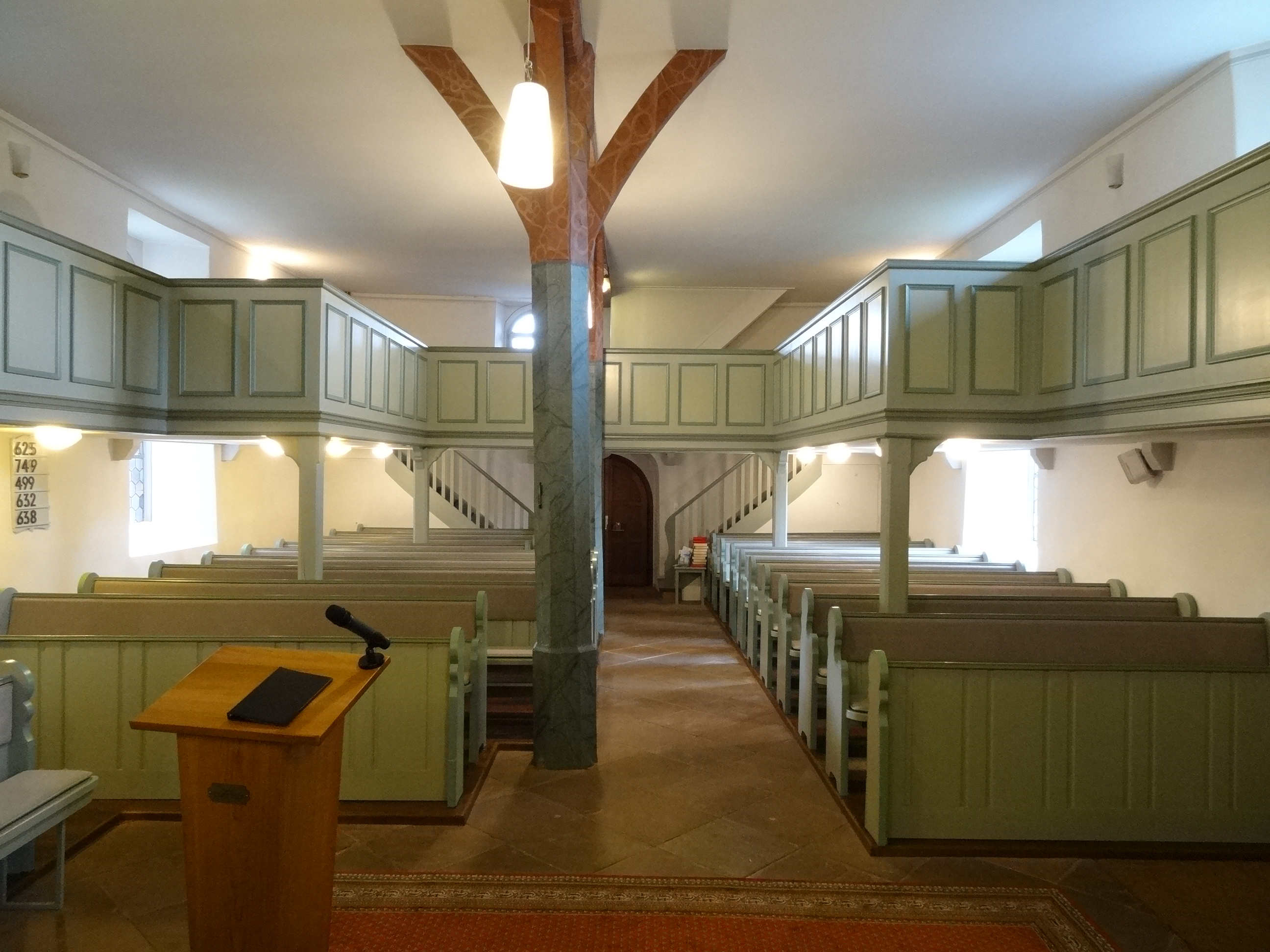
Innenraum Richtung Westen

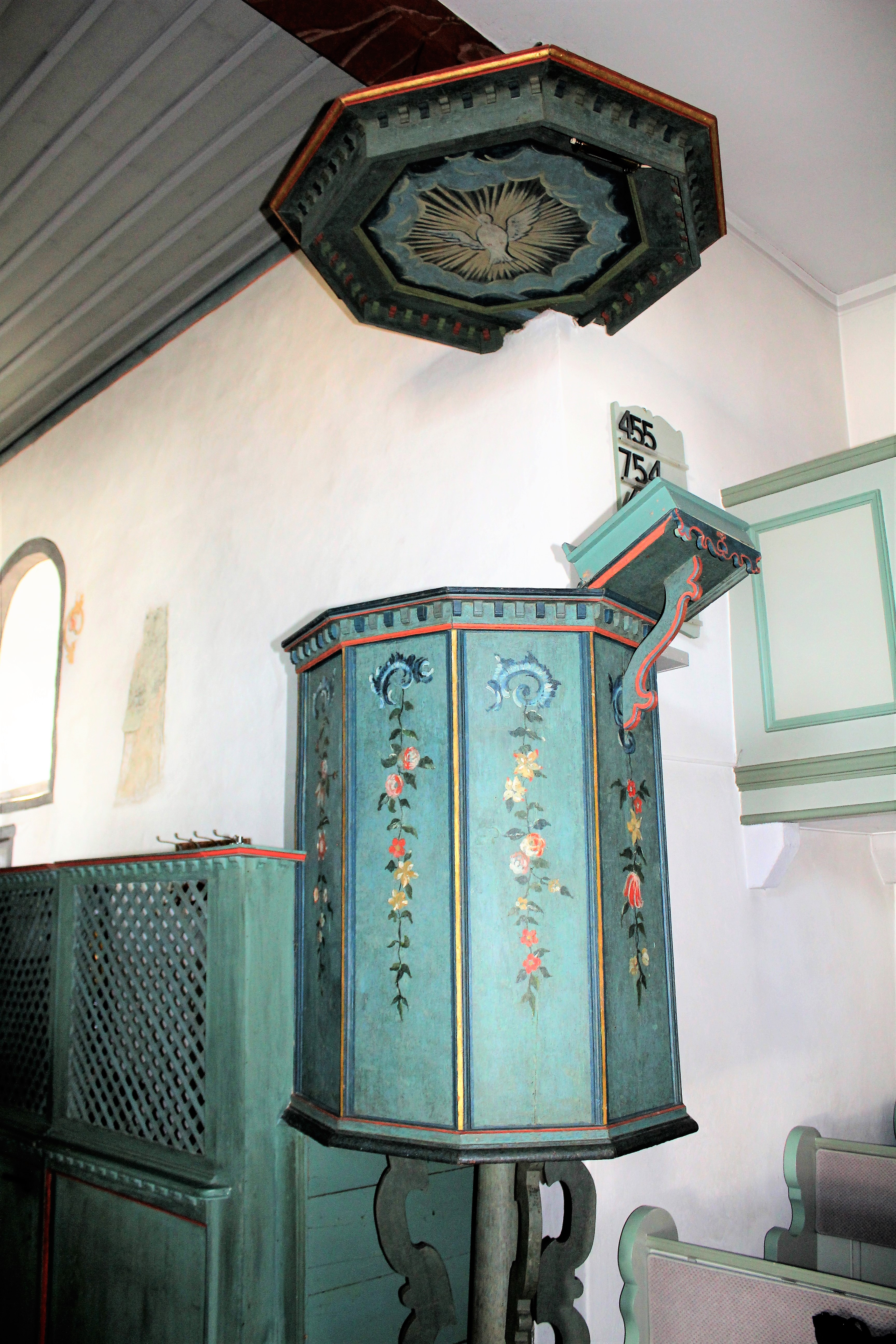
Kanzel von 1619

Der Innenraum ist flachgedeckt und wirkt durch die niedrige Decke und die eingebauten Emporen eng. Ein Längsunterzug wird von zwei mächtigen achteckigen Mittelpfosten mit je vier geschweiften Bügen gestützt. Die dreiseitige, kassettierte Empore ruht auf Holzpfosten. Das Kircheninnere wird von Grüntönen der hölzernen Einrichtung beherrscht. Im Chor sind die Reste alter Malereien des frühen 17. Jahrhunderts erhalten, die die Fenster mit ockerfarbenem Rankenwerk umgeben.
Ältester Einrichtungsgegenstand ist die polygonale Kanzel mit Schalldeckel von 1619, die an den Feldern mit Blütenranken bemalt ist. Sie ist mit einem hölzernen Pfarrstuhl verbunden, der in der oberen Hälfte aus durchbrochenem Gitterwerk gefertigt ist. Eine Bankbrüstung ist mit der Jahreszahl 1619 und den Namen einiger Kirchenvorsteher bezeichnet.
Eine spätgotische Piscina in der südlichen Chorwand ist erhalten. Die mittelalterliche Steinmensa wird von einer profilierten Platte abgeschlossen. Vor der Nordseite steht ein großes romanisches Taufbecken aus Lungstein (1,05 Meter im Durchmesser, 0,45 Meter hoch).

## Orgel

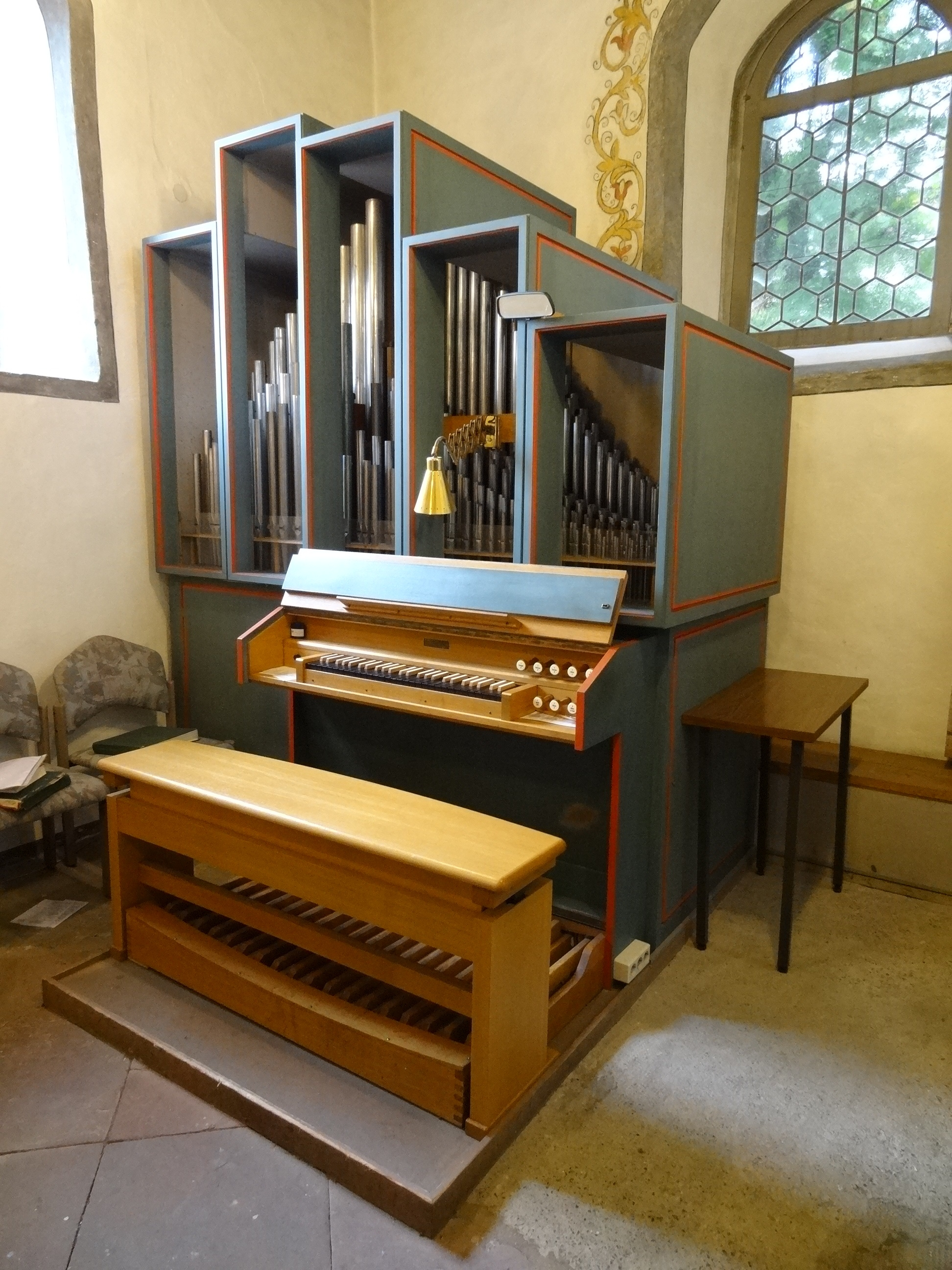
Orgel von 1974

Im Jahr 1900 schuf Johann Georg Förster eine neue Orgel mit sechs Registern auf einem Manual und Pedal, die im Chor aufgestellt wurde. Förster & Nicolaus Orgelbau ersetzten das Instrument 1974 durch ein neues Werk, das in der nordöstlichen Chorecke seinen Platz fand. Einige ältere Register wurden umgearbeitet und einbezogen. Der Prospekt wird durch fünf offene Kästen unterschiedlicher Höhe gegliedert. Die Holzpfeifen des Subbass stehen rechts separat von der Orgel an der Ostwand. Die Disposition lautet wie folgt:
| Manual C–g3   |       |
| Prinzipal     | 8′    |
| Bourdun       | 8′    |
| Salicional    | 8′    |
| Oktav         | 4′    |
| Flöte         | 4′    |
| Quinte        | 2 ⁄3′ |
| Oktav         | 2′    |
| Mixtur II–III | 1 ⁄3′ |

| Pedal C–f1 |     |
| Subbaß     | 16′ |

- Koppeln: I/P

## Glocken
Der Dachreiter beherbergt ein Dreiergeläut. Im Jahr 1872 goss Philipp Heinrich Bach aus Windecken eine Glocke für Garbenteich (0,85 Meter Durchmesser), die 1917 abgeliefert werden musste und 1924 durch eine Glocke von F. W. Rincker und Sohn (0,90 Meter Durchmesser, No. 3152) ersetzt wurde. Sie wird von einem Akanthusfries verziert. Die Gemeinde schaffte 1873 eine weitere Bach-Glocke an (0,70 Meter Durchmesser), die nicht mehr vorhanden ist. Nach dem Zweiten Weltkrieg kam eine Glocke von Johann Heinrich Scheel von 1732 als sogenannte „Leihglocke“ nach Garbenteich, die ursprünglich für Lubuń (Labuhn) gegossen wurde. Eine kleine dritte Glocke gossen die Gebr. Rincker im Jahr 1952.
| Nr. | Gussjahr | Gießer, Gussort              | Durchmesser (mm) | Inschrift | Bild |
| --- | -------- | ---------------------------- | ---------------- | --- | ---- |
| 1   | 1924     | F. W. Rincker und Sohn, Sinn | 900              | „Ist Gott für uns, wer mag wider uns sein?“ |      |
| 2   | 1732     | Johann Heinrich Scheel       |                  | „DU STUMME REDNERIN, ES MUSS DEIN SÜSSER SCHALL DEN DU DURCH EINEN RIS, ZUVOR HAST GANTZ VERLOHREN DURCH DEINES KÜNSTLERS HAND, VERMEHRET ÜBERALL ZU GOTTES EHR UND RUHM, AUFFS NEU SEYN AUSS ERKOHREN DEN KLANG HAT VORMAHLSS OFTT, ERFÜLLET HERTZ UND OHR HAT BEYDES SO BEWEGT, DASS WIR MIT VOLLM HAUFFEN ZU DIR GEEYLET SIND, ZEUCH FERNER UNS EMPOR SO KOMMEN WIR ZU DIR, MIT ALLER MACHT GELAUFFEN GOTT ZU EREN UND ZU BE- FÖDERUNG DES ÖFFENTLICHEN GOTTESDIENSTES HABEN DIESE GLOCKE, NACH DEM SIE ZUVOR GE- SPRUNEN, UMBGIESSEN LASSEN, SAEMT- LICHE HERRSCHAFTEN UND EINWOH- NER DES DORFFES LABBUN DURCH IOH. HEINR. SCHEEL ZU COLBERG IM JAHR NACH CHRISTI GEBHURT 1732“ |      |
| 3   | 1952     | Gebr. Rincker, Sinn          |                  | „LOBT DEN HERRN IN SEINEM HEILIGTUM Evangelische Kirchengemeinde Garbenteich Psalm 150,1 [Kreuz]“ |      |